# Hyperoliinae
A Hyperoliinae a kétéltűek (Amphibia) osztályába, a békák (Anura) rendjébe és a mászóbékafélék (Hyperoliidae) családjába tartozó alcsalád.

## Elterjedésük
Az alcsaládba tartozó nemek és fajok Afrika trópusi területein honosak.

## Rendszerezésük
Az alcsaládba tartozó nemek:
- Afrixalus Laurent, 1944
- Alexteroon Perret, 1988
- Arlequinus Perret, 1988
- Callixalus Laurent, 1950
- Chrysobatrachus Laurent, 1951
- Cryptothylax Laurent & Combaz, 1950
- Heterixalus Laurent, 1944
- Hyperolius Rapp, 1842
- Kassinula Laurent, 1940
- Morerella Rödel, Kosuch, Grafe, Boistel & Veith, 2009
- Opisthothylax Perret, 1966
- Tachycnemis Fitzinger, 1843